# Національний архів Аргентини
Національний архів Аргентини (ісп. Archivo General de la Nación, AGN) — загальнонаціональний архів, що підпорядковується Міністерству внутрішніх справ Аргентини. Метою архіву є збирання, збереження і розповсюдження документів як частини національної культурної спадщини та сприяння їх науковому використанню.
Він був заснований 28 серпня 1821 року як «Архів провінції Буенос-Айрес», за часів губернатора провінції  Мартіна Родрігеса. У наступні десятиліття установа поглинула численні історичні архіви, бібліотеки та інші колекції. У 1957 році матеріали Національного архіву друку («Archivo Graphico de la Nación»), створеного у 1939 році, були також включені до Національного архіву.
У архіві зберігаються численні колекції письмових, візуальних та звукових документів, що сягають колоніальних часів. Документальна колекція, часів віце-королівства Ріо-де-ла-Плата, що є частиною програми ЮНЕСКО «Пам'ять світу», документи виконавчої і судової влади Аргентини,  та деякі колекції приватного походження (наприклад, особиста бібліотека Хуана Перона).
Колекції беруть початок від 1600 року до приблизно 1970 року, хоча є і більш старіші поодинокі документи та експонати, що дійшли до теперішнього часу.
До 2015 року колекції документів займали приблизно 22000 погонних метрів. У 2015 році розпочато будівництво перших 8000 м² нової будівлі архіву, яке досягне 35 тис. м².

## Структура
До складу архіву входять:
- Відділ письмових документів
- Відділ фотодокументів
- Бібліотечний відділ
- Відділ кіно-, аудіо- та відеодокументів
- Проміжний архівний відділ
- Відділ комунікацій та культурно-просвітницьких заходів
- Відділ консервації та реставрації
- Відділ оцифровування матеріалів

### Письмові документи
Зберігає офіційні рукописи, видані колоніальними властями віце-королівств Перу і Ріо-де-ла-Плата, а також урядами, створеними після Травневої революції 1810 року. Він також має епістолярні та інші документи, що належали  президентам країни Хуліо Архентіно Рока, Мігелю Хуаресу Сельману, Вікторіно де ла Пласа, Хосе Фігероа Алькорті, Хосе Еварісто де Урібуру, Агустіну Педро Хусто та Хуану Домінго Перону.

### Фотодокументи
Відділ фотодокументів містить колекцію фотографій (і подібних до них) близько 800 000 штук, відкритих для публічного доступу, датованих між 1853 і 1983 роками. Доступ до них безкоштовний, але отримання репродукцій є платним, а їх культурне чи комерційне використання вимагає згадування джерела.
У відділі також зберігається колекція Віткомба (Colección Witcomb), фото негативи на скляних пластинах, що колись належали «Галереї Віткомба» (1880-1970), заснованої англійцем Олександром Віткомбом. Його колекція, передана Національному архіву, складала понад 300 000 пластин. У процесі передачі та зберігання багато пластин зазнали серйозних пошкоджень, хоча завдяки різним внескам та роботі співробітників архіву до 2007 року було відновлено 47 000 пластин.

### Бібліотека
Відділ надає послуги для користувачів, видання та продаж видань Національного архіву та навчання з архівних питань. Бібліотека відповідає за зберігання бібліографічного матеріалу що складається з приблизно 100 000 томів, розподілених у таких колекціях:
- Бібліографічний фонд архіву з понад 80 000 томів з національної історії, філософії, політики, соціології, економіки, мистецтва, археології, етнографії та інших дисциплін, а також бібліотека газет, що налічує близько 1500 колекцій.
- Колекція «Ernesto Celesia», що об’єднує 13 000 томів, зосереджених на вивченні Ріо-де-ла-Плата та Іспанської Америки, а також бібліотека газет журналів та газет XIX століття з Аргентини, Уругваю, Чилі та Парагваю з 190 повними колекціями, 87 неповними та 200 заголовки.
- Колекція «José Juan Biedma»: 717 томів, що стосуються війни Потрійного Альянсу, історії та географії Патагонії, а також питань про кордони.
- Колекція «José A. Pillado»: 1044 праці з історії Аргентини та Америки.
- Колекція Хуана Домінго Перона, яка містить близько 4000 томів, отриманих у подарунок колишнім президентом та його дружиною Марією Євою Дуарте, з автографами авторів та у спеціальних виданнях.
- Гемеротека (Бібліотека газет), з періодичними виданнями 19-20 століть.

### Кіно-, аудіо- та відеодокументи
Відділ кіно, аудіо та відео є найважливішим з точки зору розміру фондів в Аргентині, і в ньому є 3000 фільмів, що відображають події, що відбулися в країні та у світі між 1900 і 1980 роками; численні звукозаписи з голосами політичних та культурних діячів у різних ЗМІ, а також відеоархів з поточними подіями, рекламою та політичною пропагандою. Колекція документальних матеріалів відділу охоплює період 1900 — 2017 роки, із понад 30 000 годин аудіовізуального матеріалу.

### Проміжне архівування
Відділ проміжних архівів було створено у 1979 році для надання допомоги національним органам державного управління у питаннях упорядкування, класифікації, опису та відбору їхніх документів. Після приватизації державних компаній у 1990-х роках, документи що відповідають цим компаніям у період 1882-1992 роки, було включено до архіву.